# Oberlauf der Marka / Mittelradde
Der Oberlauf der Marka / Mittelradde ist ein Naturschutzgebiet in den niedersächsischen Gemeinden Lindern (Oldenburg) und Molbergen im Landkreis Cloppenburg.

## Allgemeines
Das Naturschutzgebiet mit dem Kennzeichen NSG WE 298 ist rund 5 Hektar groß. Im Südwesten grenzt es an das Naturschutzgebiet „Bockholter Dose“, im Nordosten an das Naturschutzgebiet „Markatal bei Bischofsbrück“. Nach Nordwesten grenzt es außerdem an das im Landkreis Emsland liegende Landschaftsschutzgebiet „Mittelradde – Marka – Südradde“. Das Naturschutzgebiet ist Bestandteil des FFH-Gebietes „Markatal mit Bockholter Dose“ und des EU-Vogelschutzgebietes „Niederungen der Süd- und Mittelradde und der Marka“. Das Gebiet steht seit dem 1. Januar 2019 unter Naturschutz. Zuständige untere Naturschutzbehörde ist der Landkreis Cloppenburg.

## Beschreibung
Das Naturschutzgebiet liegt westlich von Cloppenburg zwischen den Ortschaften Lindern (Oldenburg), Werlte und Vrees in einem landwirtschaftlich geprägten Gebiet am Rand des Naturparks Hümmling. Es erstreckt sich entlang der Mittelradde und der Marka von der südwestlichen Grenze des Naturschutzgebietes „Bockholter Dose“ bis zur Querung der Marka durch die Landesstraße 836 zwischen Vrees und Peheim. Es stellt den Gewässerlauf mit seinen Böschungen und den angrenzenden Gewässerrandstreifen auf dem Gebiet des Landkreises Cloppenburg unter Schutz. Marka und Mittelradde sind im Naturschutzgebiet vollständig begradigt, verfügen aber über unverbaute Ufer, lebhaft strömendes Wasser mit flutender Wasservegetation und eine naturnahe Gewässersohle mit kiesigen Bereichen und Feinsedimentbänken als Laichareale und Larvalhabitate. Die Bachläufe sind überwiegend unbeschattet, lediglich im Naturschutzgebiet „Bockholter Dose“ stocken teilweise Moorwälder. Die Bäche sind Lebensraum von Fluss- und Bachneunauge.
Das Naturschutzgebiet ist im Verbund mit dem Naturschutzgebiet „Bockholter Dose“ und angrenzenden Grünlandflächen Lebensraum verschiedener Vogelarten als Brut- oder Gastvogelarten, darunter Kiebitz, Uferschnepfe, Großer Brachvogel, Bekassine, Wachtel, Feldlerche, Schwarzkehlchen, Weißstern-Blaukehlchen, Wiesenpieper, Gartenrotschwanz, Neuntöter, Wiesenweihe, Rohrweihe und Sumpfohreule.